# Eurynomé (ókeanovna)

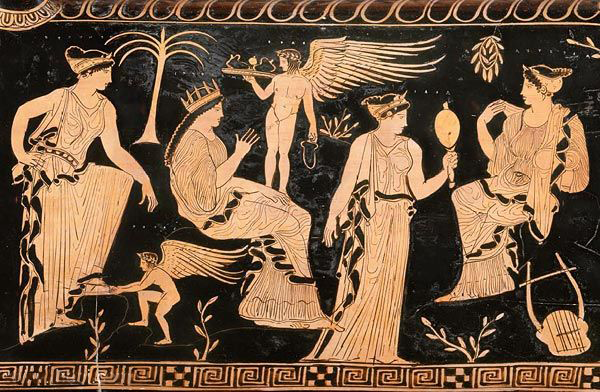
Eurynomé, Pothos, Hippodamia, Erós, Iésó a Asteria (odleva) na attické červenofigurové váze, cca 400 př. n. l.

Eurynomé, starořecky Ευρυνομη, je v řecké mytologii jedna z ókeánoven, tří set nymf jež jsou dcerami Ókeana a Téthydy. Podle Hésiodovy Theogonie zplodila s Diem tři Charitky jménem Aglaia, Eufrosyné a Thaleia, což opakuje i Pseudo-Apollódorova Bibliothéka nebo Kallimachos z Kyrény. Pseudo-Apollodóros zmiňuje též že podle některých podání zplodila s Diem říčního boha Asópa. Podle Homérovy Iliady společně s Thetidou pečovala o malého Héfaista, jehož Héra svrhla z nebe.
Existovalo také podání byla dříve královnou nebes a to společně se svým partnerem Ofiónem: Pseudoapollodórem, Lykofrónem a Nonnem. První ze zdrojů se odvolává na Orfeovo podání a Eurynomé označuje za dceru Ókeana jež byla svržena z nebe Rheiou, obratnou se svými pěstmi. Podle Lykofróna byla Rheiou svržena do Tartaru. Martin L. West se domnívá, že Ofión a jeho děti Ofionidai, které snad zplodil s Euryonomé, mají přirozenost monster, a celou tuto rodinu přirovnává k Týfónovi a Echidně, včetně jejich nestvůrných dětí.
Podle Pausániovy Cesty po Řecku ležela těžko přístupná svatyně Eurynomé nedaleko Figalie v Élidě. Podle místních bylo jméno Eurynomé přízviskem Artemidy, čemuž však Pausaniás nedůvěřoval a dával přednost podání o Eurynomé jako jedné z ókeanoven. Její socha byla dřevěná, spoutaná zlatými řetězy a od pasu měla rybí podobu.